# 護衛駆逐艦
護衛駆逐艦（ごえいくちくかん、Destroyer Escort）は、軍艦の艦種。第二次世界大戦中のアメリカ海軍で商船護衛の目的で建造された小型の駆逐艦を言う。主として対潜戦に使用されるが、航空機や小型艦艇からの攻撃に対しても使用された。
同様に護衛駆逐艦と訳される艦種（Escort Destroyer, DDE）があるが、こちらは戦後に従来の駆逐艦を対潜艦に転用したものである。

## 来歴
1939年の第二次世界大戦勃発直後より、連合国軍の対潜護衛部隊とドイツ海軍Uボートのあいだに大西洋の戦いが展開された。イギリス海軍では、もともと、ロンドン海軍軍縮条約での制約が駆逐艦よりも緩いスループを船団護衛に充当する方針で、1931年度から1934年度計画でグリムスビー級、1933年度から1936年度計画でビターン級、1936年度計画でイーグレット級、そして1938年度計画でブラックスワン級と順次に整備が進められていた。また1938年度から1939年度で第一次世界大戦世代のV/W級駆逐艦にレーダーや探信儀 (ASDIC)、対潜兵器などを搭載して護衛艦とするWAIR改修を発動するとともに、39年度計画では新造によりハント級駆逐艦の整備に着手しており、いわゆる護衛駆逐艦の嚆矢をなすものとなった。しかし第二次大戦劈頭の戦闘で少なからぬ護衛艦が失われるとともに、フランスの失陥によってフランス大西洋岸にUボート基地が設営され、潜水艦脅威は非常に深刻なものとなっていた。
これに対応して、まず1940年、駆逐艦・基地協定（Destroyers for Bases Agreement）に基づき、アメリカからイギリス・カナダ海軍に対して、第一次大戦世代駆逐艦50隻（いわゆるタウン級駆逐艦）の貸与が行われた。続いて、より包括的なものとして1941年3月に成立したレンドリース法に基づき、イギリスはアメリカに対して新型の船団護衛用駆逐艦の発注を行った。
一方アメリカにおいても、1940年6月、フランクリン・ルーズベルト大統領はフランク・ノックス海軍長官に対して、排水量750トンから900トンの2種の護衛駆逐艦建造案の検討を指示した。海軍省艦船局の第1案は同年8月24日に完成し、排水量775トンであったが、1,620トンのベンソン級駆逐艦とほぼ同じ程度の建造費を要したことから、海軍最高会議の承認を得られなかった。その後、1941年2月の時点では、大西洋西部での船団護衛を任務とする護衛艦の設計が行われていた。当初、これは基準1,125トン、蒸気タービン主機、38口径5インチ砲2門搭載の計画であったが、要求を満たしていないとして、5月にはこの建造は中止された。しかし同年6月、レンドリース法に基づきイギリスから護衛艦100隻の建造・引渡し要請が行われると、この設計が見直されることになった。当時、抜群の造船官として知られた艦船局（BuShips）のエドワード・コクラン大佐が滞英中であり、イギリス海軍の支援のもと、ハント級等も参考に、ベンソン級の約半分の建造費で済む1,085トン型護衛駆逐艦の設計を完成した。7月に海軍とギブス&コックス社が設計したイギリス向け護衛駆逐艦（BDE）の案は、主砲を変更した以外はこれらの設計を踏襲したものであった。8月15日、ルーズベルト大統領はBDEの建造を承認し、これがアメリカの護衛駆逐艦の嚆矢となった。

## 設計

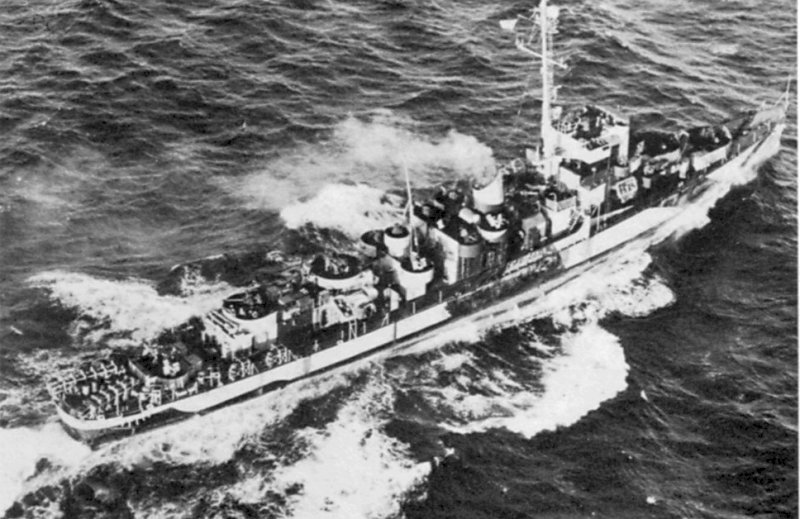
エヴァーツ (DE-5)

BDEの設計はイギリスの要望を強く反映したものとはいえ、基本的にはアメリカ海軍の駆逐艦を簡素化するかたちで進められており、船型も、米海軍駆逐艦で多用された平甲板型とされた。また、先行する英海軍のフラワー級コルベットが捕鯨船など民間船をモデルとしていたのに対し、駆逐艦の簡易版という性格から、護衛駆逐艦はいずれも軍艦構造を採用している。
当初の設計案では艦隊駆逐艦と同様の蒸気タービン主機関の採用が計画されていた。しかし歯車減速機の歯切り能力不足のために護衛駆逐艦への供給が間に合わないことが判明し、これを使用しない電気推進艦やギヤード・ディーゼル艦も多く建造されたほか、運用実績・戦訓を反映して順次に改正が加えられたことから、下表のように、それぞれ少しずつ異なる設計を採用した6クラスが建造されることとなった。
| 艦級名                | 型式名                                 | 主機方式                       | 全長    | 就役開始       | 建造数 |
| --------------------- | -------------------------------------- | ------------------------------ | ------- | -------------- | ------ |
| エヴァーツ級          | GMT (GM Tandem Diesel)                 | ディーゼル・エレクトリック方式 | 88.22 m | 1943年 4月15日 | 72     |
| キャノン級            | DET (Diesel Electric Tandem)           | ディーゼル・エレクトリック方式 | 93.27 m | 1943年 9月26日 | 72     |
| バックレイ級          | TE (Turbo-Electric)                    | ターボ・エレクトリック方式     | 93.27 m | 1943年 4月30日 | 102    |
| ラッデロウ級          | TEV (Turbo-Electric drive)             | ターボ・エレクトリック方式     | 93.27 m | 1944年 5月15日 | 22     |
| エドサル級            | FMR (Fairbanks-Morse Reduction-geared) | ギヤード・ディーゼル           | 93.27 m | 1943年 4月10日 | 85     |
| ジョン・C・バトラー級 | WGT (Westinghouse Geared Turbine)      | ギアード・タービン方式         | 93.27 m | 1944年 3月31日 | 87     |

## 運用
アメリカが第二次世界大戦に参戦し、対潜水艦戦において護衛駆逐艦が最適であることを確認すると、建造された護衛駆逐艦の5分の4がアメリカ海軍の所属となり、5分の1がイギリス海軍に引き渡された。
艦隊型駆逐艦が25kt〜30ktの高速力を求められるのに対し、護衛駆逐艦は商船護衛、自衛対空戦闘および潜水艦の追尾・攻撃に必要な最低限の速力をもっていれば良かった。また、艦隊型駆逐艦が対水上戦、対潜水艦作戦や機動部隊護衛で有効な一方、護衛駆逐艦はサイズ、コスト、および乗員などを比較的低く抑えながら大量に建造できることなどの点でより有効だった。コルベットなどよりも航続距離が長く、沿岸対潜作戦で有効な点でもこれは同じである。一部の艦はイギリスだけでなく、自由フランス海軍にも提供された。
戦後、護衛駆逐艦の役割は航洋護衛艦（こうようごえいかん、英語: Ocean Escort, DE）に引き継がれた。アメリカ海軍の1975年の艦種変更により、航洋護衛艦は哨戒フリゲート（PF）と統合されフリゲート（FF）に再分類された。